# 传教士与近代中国
《传教士与近代中国》，是关于传教士与近代中国关系的第一部著作，作者顧長聲。以传教士东来的梗概作序曲，系统地记述了自鸦片战争讫1949年，传教士在中国活动的全过程。在铺叙众多传教士和历史的同时，对几个有代表性的传教士、教案、教会学校和广学会那样的出版机构，着重作了介绍和分析。

## 作者
顾长声，1919年生，中国大陆基督教史研究专家，历史学家。

## 涵盖年代
从明末天主教传教士来华传教一直记述到1949年中华人民共和国成立，重点是1840年鸦片战争之后的基督宗教历史。

## 主题思想
顾认为：传教士是近代帝国主义侵略中国的工具。

## 章节
以1981年版本为例：
- 序言
- 第一章 传教士的东来
- 第二章 大炮在天朝呼啸
- 第三章 “洋兄弟”与中国起义者之间
- 第四章 传教团体的组织和活动
- 第五章 教案――谁是被告？
- 第六章 “广西国之学于中国”
- 第七章 在脱去道袍之后
- 第八章 传教士开办洋学堂
- 第九章 “为基督征服世界”
- 第十章 教会慈善事业
- 第十一章 基督教青年会在中国
- 第十二章  应付中国民族觉醒的新措施
- 第十三章  教会学校的新口号
- 第十四章  传教士与抗日战争
- 第十五章  战后三部曲

## 主要人物
- 利玛窦
- 马礼逊
- 裨治文
- 郭实腊
- 卫三畏
- 丁韪良
- 罗孝全
- 李提摩太
- 卜舫济
- 司徒雷登

## 版本
1981年第一版；1991年第二版，增加了“传教士与近代中西文化交流”和“圣经在中国的翻译与传播”两章；2004年第三版，增加了一章，即“传教士对中国的贡献与存在的问题”；2013年第四版。

## 荣誉
1982年12月3日，《人民日报》发表了一篇书评“读《传教士与近代中国》”，对此书作了肯定。

## 史料失误
顾长声称鸦片战争之前传教士一直在发出战争叫嚣，裨治文编辑的《中国丛报》鼓吹对中国采取强硬政策，煽动使用武力以叩开中国的大门。顾在第一章写道：“1835年初，《中国丛报》上就公然发出了战争叫嚣：‘当为了取得公正，提供保护和维护一个国家的国格而有必要使用武力时，这样一种手段永远不会受到谴责。……根据中华帝国目前的态度，如不使用武力，就没有一个政府可与之保持体面的交往。’”
但顾的翻译显然是断章取义，忽略了上下文。原文的主题是关于“英国与中国关系”，是在评述一个署名为“商人”（An American Merchant）的文章。裨治文说：“我们的作者（指那商人）提及了另外一个措施，是他暗示的，而不是公开声明的，就是诉诸武力，从而让中国政府让步。我们也要像其他人一样提及这个措施，但我们是为了不失时机地否定此措施。……对抗只会让目前友好的中国人变成敌人。……如果这个美国商人所说的诉诸武力，意思是向中国宣战，入侵和征服中国，那我们与他一样，都是否定这个做法的。……我们的作者否定诉诸武力，我们也一样。但为了取得公正，提供保护，和维护一个国家的国格而有必要使用武力时，该作者或我们都不会谴责这样的手段。根据中华帝国目前的态度，如不使用武力，就没有一个政府可与之保持体面的交往，并实现如该作者所说的目标，即公正、保护、国格的维护。在这一点上，我们觉得该作者没有十分明确地说明。”
后来，裨治文在《中国丛报》（1835-1836）的一篇文章中介绍了约瑟夫•汤普森写的一本书。该书谈到了英国与中国交战的可能性，“英国政府和人民至今还没有得出一个结论，就是通过不得已的下策——战争来迫使中国接受欧洲人贸易来往的理念。”裨治文讽刺道：“大不列颠是很富有，在地球的各个角落炫耀自己的强大武力。十九世纪的人认为，如果我们是富有的，我们就有权发动战争。其他的都是欺人之词，爱心、慈善都只适合乌托邦社会，而在今天的社会，倚强凌弱的理论是很好的。”
在《中国丛报》（1836-1837），裨治文又在一篇文章中写道：“中国的军事力量是很弱的，之前被高估了。如果外国击打它一次，它就会崩溃。中国的秘密会社，一直想着驱赶鞑靼人，将来应该会成功。”但接着他说：“反对战争，正如我们一直以来申明的，是我们的原则，所以我们不希望西方任何一个文明国家将可怕的战事带给中国。但是我们强烈地认为，那些与中国有贸易往来的国家，应该与中国进行诸多方面的交涉。美国已经向交趾支那和暹罗派遣了公使，我们也真诚地希望美国向中国派遣公使。与中国交涉，很可能会阻止天朝上国的统治者们的傲慢态度一直发展下去，从而能避免灾难临到他们头上。如果不与中国缔结商业条约，从而保护和约束外国与中国各自百姓的行为，那么灾难终究会来到。如果什么也不做，直等到双方由于误解而发生了凶杀性的争吵，这难道是智慧的做法吗？” 由此可见，《中国丛报》并没有像顾长声所说的在鸦片战争前一直鼓吹向中国开战。
顾长声在第二章提及了第二次鸦片战争，英法联军对中国发动袭击，然后签订了《天津条约》。之后他插入了英国传教士杨格非写的一段话，让人误以为杨是在怂恿外国人占领中国领土：“这个国家事实上已经落入我们的手中，一切早已在中国的传教士和各自国内的差会，如果他们不去占领这块土地，不在十八个省的每一个中心取得永久立足的地方，那将是有罪的（原文是“有错的”）。” 其实，杨格非所指的是在中国传教，在每个省都派驻传教士，而不是占领中国领土。
此外，《传教士与近代中国》也有一个明显的问题，就是很多处的观点没有史料支持。比如，顾长声说，英军在第一次鸦片战争占领浙江舟山期间，郭实腊曾指使英军对当地老百姓施行残酷的屠杀。但是此处没有任何史料为凭。相反，清末的《定海厅志》、民国的《定海县志》、中国第一历史档案馆的《鸦片战争档案史料》均未记载郭实腊屠杀当地百姓的行为。再比如，顾说“传教士的目标是要中国变为某一外国或数个外国的殖民地”(2013版，137页)，但是也没有给出任何史料来源。顾又说传教士开办学校“把西方资本主义社会阴暗、颓废的东西和极端个人主义思想带了进来”，也没有史料来源。

## 参看
- 新教传教士与近代中国（1807-1953）
- 传教士
- 顾长声